# Cañada del Hoyo
Cañada del Hoyo ist ein Ort und eine zentralspanische Gemeinde (municipio) mit 230 Einwohnern (Stand: 2024) im Norden der Provinz Cuenca in der Autonomen Region Kastilien-La Mancha. 

## Lage und Klima
Cañada del Hoyo liegt auf der Westseite des Iberischen Gebirges in einer Höhe von ca. 1025 m. Die Provinzhauptstadt Cuenca befindet sich gut 21 Kilometer (Fahrtstrecke) westnordwestlich. Das Klima im Winter ist gemäßigt, im Sommer dagegen warm bis heiß. Regen (580 mm/Jahr) fällt das ganze Jahr über.

## Bevölkerungsentwicklung
| Jahr      | 1970 | 1981 | 1991 | 2001 | 2011 | 2021 |
| Einwohner | 623  | 490  | 437  | 335  | 289  | 226  |

## Sehenswürdigkeiten

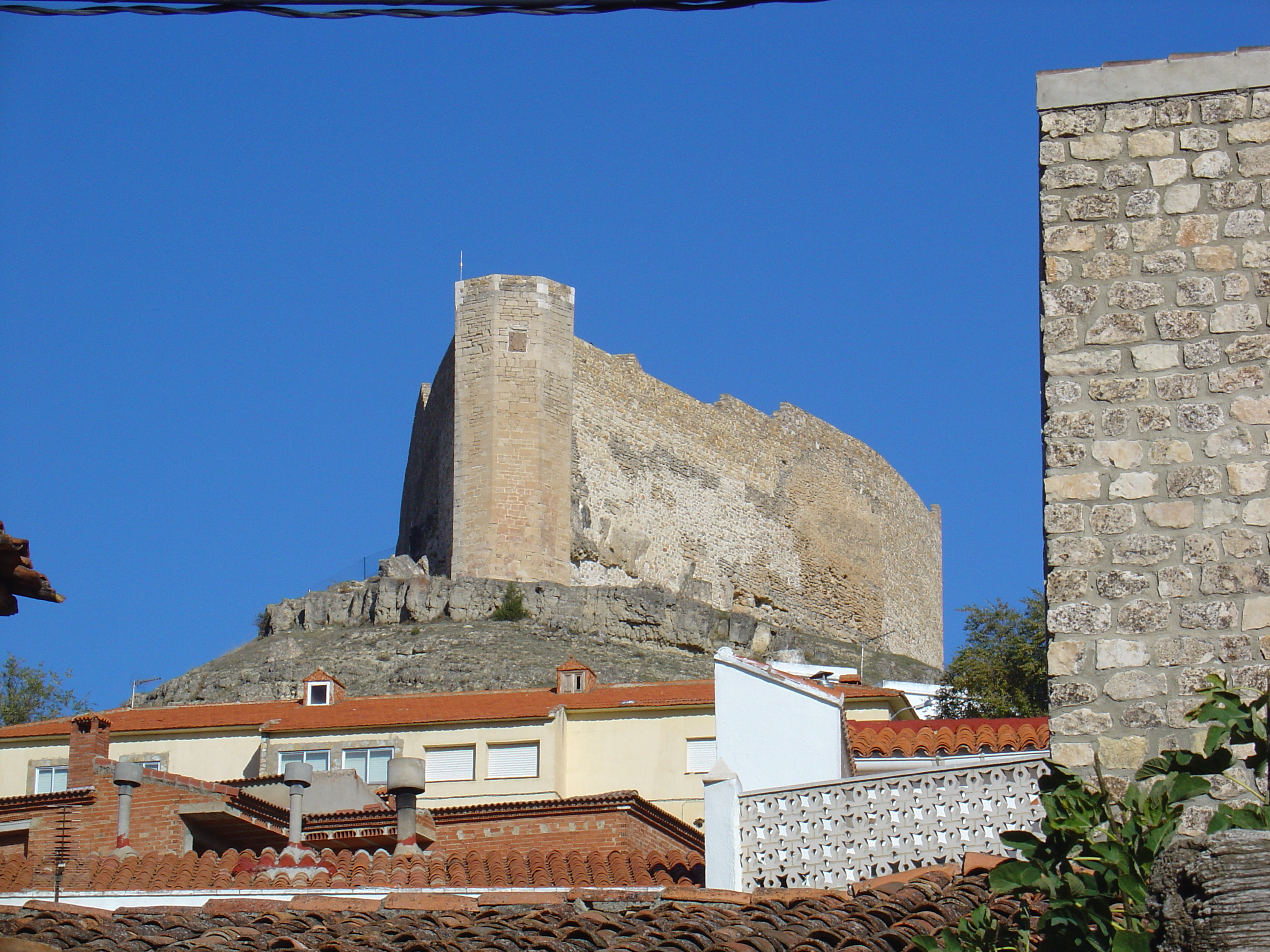
Burgruine
- Kirche Mariä Schnee

- Burgruine